# Grantia foliacea
Grantia foliacea är en svampdjursart som beskrevs av Breitfuss 1898. Grantia foliacea ingår i släktet Grantia och familjen Grantiidae. Inga underarter finns listade i Catalogue of Life.